# Central Park in the Dark
Central Park in the dark est une pièce orchestrale de Charles Ives. Troisième volet d'un triptyque intitulé  three outdoor scenes, il est composé en 1906 et créé en 1954 à New York.

## Analyse de l'œuvre
Sur fond de cordes, le piano au premier plan joue des airs populaires ou rappelle le style du ragtime. Le discours musical se densifie jusqu'à atteindre un sommet d'intensité brusquement interrompu par une musique du silence avec des cordes ondoyantes comme une évocation sonore de l'obscurité.

## Instrumentation
- un piccolo, une flûte, un hautbois, une clarinette, un basson, une trompette, un trombone, deux tambours, deux pianos, cordes , sirène de pompier de la ville de New York City (extrêmement faible)
- Durée d'exécution : huit minutes